# 宮下草薙の15分
『宮下草薙の30分』（みやしたくさなぎのさんじゅっぷん）は2020年1月7日から文化放送で放送されているお笑いコンビ・宮下草薙（草薙航基・宮下兼史鷹）がパーソナリティを担当するラジオ番組である。

## 概要
2020年1月7日より『宮下草薙の15分』として放送開始。お笑いコンビ・宮下草薙の初レギュラー番組にして冠番組。
宮下草薙の2人が持ち寄ったテーマでトークするラジオ番組。裏返しになった宮下、草薙、リスナーの名前が書かれた紙を1枚引いて出た人物が書いたテーマでトークをしていく。当初は15分であった為、複数のテーマで話す回や、1つのテーマについて2回分を費やして話すこともあった。普通のお便りも募集しており、冒頭や時間が余った時に紹介している。
番組開始時に、 宮下は「15分という手軽で気楽に聴ける宮下草薙らしい番組となっております。少しでも皆様のお耳のお供になれれば幸いです」、草薙は「15分以上しゃべるとケンカになるのでちょうどよかったです」とコメントした。

番組は土曜日（2020年9月までは火曜日）13時よりポッドキャストでも配信される。また、Spotify、Amazon Music、グノシーでも聴取することができる。
2020年2月8日（土曜日）18時より「文化放送サタデープレミアム」枠にて特別番組『宮下草薙の60分』を生放送形式で放送した。
2021年2月6日よりラジオクラウドでも配信が開始した。完全オリジナルコンテンツ『宮下草薙の反省会inラジオクラウド』も2ヶ月限定で配信されていた。
2021年4月より北陸放送、山口放送にネットし、以降もネット局を増やしていた。
2021年12月4日（3日深夜）の放送で放送100回を迎えたことを記念して生放送形式で放送した。文化放送YouTubeチャンネルでは事前配信、アフタートークも加えて映像付きで生配信された。
2023年4月16日、『ますだおかだ岡田圭右とアンタッチャブル柴田英嗣のおかしば』『髭男爵 山田ルイ53世のルネッサンスラジオ』『納言の耳ごろし』『ザ・マミィの今一歩、前へ。』（ともに文化放送）とともに、VAZを通して番組の切り抜き動画が公式化された。収益を得ることも可能。
2023年11月4日(3日深夜)の放送では、番組200回を記念し、ゲストにかが屋を迎え『かが屋の鶴の間』(RCCラジオ)との番組コラボ生放送を行った。
2024年5月24日(25日深夜)の放送では、番組初となるイベント『宮下草薙の90分』の開催を発表（後述）。
2024年10月4日の放送より放送枠が15分拡大し、『宮下草薙の30分』として放送中。この時点でのネット局である山口放送では、文化放送で放送された内容を15分枠に再編集し、従来通り『 - 15分』として放送していたが、半年後の2025年3月29日を以って『 - 15分』としてのネットを打ち切った。これにより、4年ぶりに文化放送のみのローカル放送に戻った。

## 放送日程
| 第1回  | ラジオ                        | 1月7日   | -                                                       |
| 第2回  | 洗濯機                        | 1月14日  | -                                                       |
| 第3回  | お正月                        | 1月21日  | -                                                       |
| 第4回  | お菓子                        | 1月28日  | -                                                       |
| 第5回  | そうじ                        | 2月4日   | -                                                       |
| 特番   | 宮下草薙の60分                | 2月8日   | 土曜日の18:00から18:57までの1時間、初の生放送を行った。 |
| 第6回  | 生放送の反省会                | 2月11日  | -                                                       |
| 第7回  | こわい                        | 2月18日  | -                                                       |
| 第8回  | 鳩                            | 2月25日  | -                                                       |
| 第9回  | 料理                          | 3月3日   | -                                                       |
| 第10回 | 母                            | 3月10日  | -                                                       |
| 第11回 | 花粉症                        | 3月17日  | -                                                       |
| 第12回 | とっておきの話                | 3月24日  | -                                                       |
| 第13回 | オペラ                        | 3月31日  | -                                                       |
| 第14回 | 初海外                        | 4月7日   | -                                                       |
| 第15回 | 冷蔵庫                        | 4月14日  | -                                                       |
| 第16回 | めざましテレビ                | 4月21日  | -                                                       |
| 第17回 | 最近、何してる？              | 4月28日  | -                                                       |
| 第18回 | 不思議体験                    | 5月5日   | -                                                       |
| 第19回 | 仕草                          | 5月12日  | -                                                       |
| 第20回 | UFO                           | 5月19日  | -                                                       |
| 第21回 | おうちじかん                  | 5月26日  | -                                                       |
| 第22回 | 友達                          | 6月2日   | -                                                       |
| 第23回 | ペット                        | 6月9日   | -                                                       |
| 第24回 | 外出                          | 6月16日  | -                                                       |
| 第25回 | ヒルナンデス                  | 6月23日  | -                                                       |
| 第26回 | 歯医者                        | 6月30日  | -                                                       |
| 第27回 | ゲーム                        | 7月7日   | -                                                       |
| 第28回 | なぜ宮下草薙は売れたのか？①   | 7月14日  | -                                                       |
| 第29回 | なぜ宮下草薙は売れたのか？②   | 7月21日  | -                                                       |
| 第30回 | ディズニー                    | 7月28日  | -                                                       |
| 第31回 | レゴランド                    | 8月4日   | -                                                       |
| 第32回 | 心に残る言葉                  | 8月11日  | -                                                       |
| 第33回 | 方言                          | 8月18日  | -                                                       |
| 第34回 | 変な仕事                      | 8月25日  | -                                                       |
| 第35回 | 草薙の電話                    | 9月1日   | -                                                       |
| 第36回 | ホラー                        | 9月8日   | -                                                       |
| 第37回 | 後輩                          | 9月15日  | -                                                       |
| 第38回 | 最強の野菜                    | 9月22日  | 次回から放送時間が変わることが発表された。              |
| 第39回 | 引っ越し                      | 10月3日  | この回より土曜日（金曜深夜）に放送枠移動。              |
| 第40回 | お侍さん                      | 10月10日 | -                                                       |
| 第41回 | 寂しい                        | 10月17日 | -                                                       |
| 第42回 | リングフィット アドベンチャー | 10月24日 | -                                                       |
| 第43回 | 最強の野菜2                   | 10月31日 | -                                                       |
| 第44回 | メモ                          | 11月7日  | -                                                       |
| 第45回 | メガネケース                  | 11月14日 | -                                                       |
| 第46回 | ハーモニカの音色              | 11月21日 | -                                                       |
| 第47回 | 食べ合わせ                    | 11月28日 | -                                                       |
| 第48回 | サインください                | 12月5日  | -                                                       |
| 第49回 | 漫談お蔵入り                  | 12月12日 | -                                                       |
| 第50回 | 魔法                          | 12月19日 | -                                                       |
| 第51回 | マナー                        | 12月26日 | -                                                       |

| 第52回  | ヤクルト               | 1月2日   | -                                                                |
| 第53回  | 宮下っぽくない         | 1月9日   | -                                                                |
| 第54回  | 漫談口調               | 1月16日  | -                                                                |
| 第55回  | 漫談口調②              | 1月23日  | -                                                                |
| 第56回  | どうぶつの森           | 1月30日  | -                                                                |
| 第57回  | 夢                     | 2月6日   | この放送回より『宮下草薙の反省会inラジオクラウド』の配信を開始。 |
| 第58回  | 喧嘩                   | 2月13日  | -                                                                |
| 第59回  | 駄菓子と友達           | 2月20日  | -                                                                |
| 第60回  | 駄菓子と友達②          | 2月27日  | -                                                                |
| 第61回  | Ninjump                | 3月6日   | -                                                                |
| 第62回  | 目                     | 3月13日  | -                                                                |
| 第63回  | Last Ninjump           | 3月20日  | -                                                                |
| 第64回  | 謎の行動               | 3月27日  | -                                                                |
| 第65回  | PS5（前編）            | 4月3日   | -                                                                |
| 第66回  | PS5（後編）            | 4月10日  | -                                                                |
| 第67回  | エッセイ               | 4月17日  | -                                                                |
| 第68回  | 同級生                 | 4月24日  | -                                                                |
| 第69回  | 乗換物語               | 5月1日   | -                                                                |
| 第70回  | おでんを武器にするなら | 5月8日   | -                                                                |
| 第71回  | ショボン               | 5月15日  | -                                                                |
| 第72回  | 目②                    | 5月22日  | -                                                                |
| 第73回  | 中二病                 | 5月29日  | -                                                                |
| 第74回  | 親父の倒し方           | 6月5日   | -                                                                |
| 第75回  | ワキ                   | 6月12日  | -                                                                |
| 第76回  | ゲスト：トム・ブラウン | 6月19日  | この間の放送は、番組初のゲストとしてトム・ブラウンが出演。       |
| 第77回  | 頭ワーッってなった時   | 6月26日  | この間の放送は、番組初のゲストとしてトム・ブラウンが出演。       |
| 第78回  | ご近所へのあいさつ     | 7月3日   | この間の放送は、番組初のゲストとしてトム・ブラウンが出演。       |
| 第79回  | アンインストール       | 7月10日  | この間の放送は、番組初のゲストとしてトム・ブラウンが出演。       |
| 第80回  | お渡し会               | 7月17日  | -                                                                |
| 第81回  | 洗面所の臭い           | 7月24日  | -                                                                |
| 第82回  | 首位打者               | 7月31日  | -                                                                |
| 第83回  | スカイウォードソード   | 8月7日   | -                                                                |
| 第84回  | 呪い                   | 8月14日  | -                                                                |
| 第85回  | 宮下オブザイヤー①      | 8月21日  | -                                                                |
| 第86回  | 宮下オブザイヤー②      | 8月28日  | -                                                                |
| 第87回  | 宮下オブザイヤー③      | 9月4日   | -                                                                |
| 第88回  | 返信を忘れていたLINE   | 9月11日  | -                                                                |
| 第89回  | 1100円                 | 9月18日  | -                                                                |
| 第90回  | シンパイ賞             | 9月25日  | -                                                                |
| 第91回  | 審査待ち               | 10月2日  | -                                                                |
| 第92回  | テスラ                 | 10月9日  | -                                                                |
| 第93回  | 草薙ダーウィン賞       | 10月16日 | -                                                                |
| 第94回  | 怒り                   | 10月23日 | -                                                                |
| 第95回  | テスラ②                | 10月30日 | -                                                                |
| 第96回  | ロングアイランド松原   | 11月6日  | -                                                                |
| 第97回  | 退居                   | 11月13日 | -                                                                |
| 第98回  | ハロウィン             | 11月20日 | -                                                                |
| 第99回  | 来週100回              | 11月27日 | -                                                                |
| 第100回 | 100回記念生放送        | 12月4日  | 生放送。ロングアイランドの松尾侑治がゲスト出演。                 |
| 第101回 | 生放送反省会           | 12月11日 | 生放送直後の収録のため、松尾が引き続きゲスト出演。               |
| 第102回 | 指輪                   | 12月18日 | -                                                                |
| 第103回 | クリスマス             | 12月25日 | -                                                                |

| 第104回 | 安部紀克               | 1月1日  | - |
| 第105回 | 強そうな部首           | 1月8日  | - |
| 第106回 | テスラと入籍           | 1月15日 | - |
| 第107回 | テスラと入籍②          | 1月22日 | - |
| 第108回 | 強そうな部首②          | 1月29日 | - |
| 第109回 | もしヒーローになれたら | 2月5日  | - |
| 第110回 | まんが未知             | 2月12日 | - |
| 第111回 | 草薙もPS5              | 2月19日 | - |
| 第112回 | 30代                   | 2月26日 | - |
| 第113回 | 草薙ドリームジャンボ   | 3月5日  | - |

## ネット局
| 放送対象地域 | 放送局名 | 放送時間                     | 放送期間                  | 遅れ日数 |
| ------------ | -------- | ---------------------------- | ------------------------- | -------- |
| 関東広域圏   | 文化放送 | 土曜 2:30 - 3:00（金曜深夜） | 2020年1月7日（6日深夜） - | 制作局   |

- 過去のネット局
  - 近畿広域圏、中京広域圏、福岡県での放送実績はない。
  - STVラジオ（2021年10月4日（3日深夜） - 2022年3月28日（27日深夜）、月曜 2:30 - 2:45（日曜深夜））
  - 青森放送（2023年4月3日 - 2023年9月25日、月曜 18:45 -19:00）
  - 山形放送（2022年9月29日 - 2023年12月28日、木曜 21:30 - 21:45）
  - 北陸放送（2021年4月1日 - 2022年9月23日、金曜 21:15 - 21:30）[注 2]
  - RSK山陽放送（2021年4月3日 - 2022年9月24日、土曜 18:15 - 18:30）
  - 山口放送（2021年4月3日 - 2025年3月29日、土曜 17:30 - 17:45）

## エピソード・反響
- 宮下草薙のマネージャーは、「草薙は用意したトークを最後まで話せない、宮下はトークの軌道修正ができないと分析し、2人のトークは15分持たない」と評している[9]。そのため、30分番組に枠を拡大する話や1時間の特番企画は断っていると語っている[9][注 3]。これを受けて、テレビ朝日系「しくじり先生 俺みたいになるな!!」でラジオのスキルを磨く企画が放送された[9]。
- 2020年9月発売のムック本『芸人ラジオ』、2021年10月発売のムック本『芸人ラジオvol.2』（宮下のみ）にインタビューが掲載されている[10][11]。
- 2020年11月に行われた文化放送番組審議会で議題として取り上げられ、「お題を元にトークを進めていくのは面白い」「良い意味で背伸びしていないスタンスが良い」「笑い方が良い」といった評価があった[12]。

## 番組イベント
『宮下草薙の90分』（2024年7月13日、会場：東京・文化放送メディアプラスホール）
2024年5月24日(25日深夜)の放送にて開催を発表。企画としては「ヘビーリスナー対抗！宮下草薙の15分カルトクイズ」やロングアイランド松尾によるオープニングソングの歌唱を予定している。